# Sabrina (televíziós sorozat, 1999)
A Sabrina (eredeti cím: Sabrina: The Animated Series) 1999-ben futott amerikai televíziós rajzfilmsorozat, amely a Sabrina, a tiniboszorkány című filmsorozat alapján készült. Az írói Josh Stolberg és Sean Abley, a rendezői Scott Heming és David Teague, a zeneszerzői Geoff Levin és Nathan Wang. A tévéfilmsorozat DIC Entertainment gyártásában készült, a Buena Vista Network forgalmazásában jelent meg. Műfaját tekintve fantasy filmsorozat, kalandfilmsorozat és filmvígjáték-sorozat. A rajzfilmsorozat alapján egy rajzfilm is készült Sabrina, a tiniboszorkány – Éljen a barátság! címmel. Amerikában az ABC vetítette, Magyarországon 22 részét a KidsCo és az M2 sugározta.

## Ismertető
A főszereplő, Sabrina, aki egy 12 éves tinilány. Hatalmas a szíve, és hatalmas titka is van, mégpedig az, hogy félig ember, félig boszorkány. Ezt csak családtagjai és a legjobb barátja tudják, akik között számos boszorkány van még. Van egy huncut macskája is, a neve Salem. A nagybácsija arra figyelmezteti, hogy boszorkányos tudományát öncélúan ne használja, ám a kis boszorka nehezen áll ellen saját varázserejének, ez számtalan sok izgalmas és humoros helyzetekbe sodorja.

## Szereplők
- Sabrina J. Spellman – Roatis Andrea
- Salem Saberhagen – Forgács Gábor
- Hilda Spellmann és Zelda Spellman – Ősi Ildikó és Madarász Éva (Sabrina két nagynénje.)
- Quigley Nagybácsi (Uncle Quigley) – Reviczky Gábor
- Harvey Kinkle – Zámbori Soma
- Katy – Kiss Virág Magdolna
- Chloe Flan – Csondor Kata
- Gemini "Gem" Stone – Zsigmond Tamara
- Norma – Bogdányi Titanilla
- Jane – Mánya Zsófia
- Pi – Berkes Bence
- Enchantra – Tördei Tünde
- Tim, a boszorkányszagú – Fekete Zoltán
- Cinderella – Kiss Erika
- Goldilocks – Molnár Ilona
- Idegen vezér – Csankó Zoltán

## Epizódok
1. A világ legveszélyesebb boszorkánya (Most Dangerous Witch)
2. Egér az űrben (You Said a Mouse-ful)
3. Boogie cipők (Boogie Shoes)
4. ? (Tail of Two Kitties)
5. Harvtasztikus kapitány regényes kalandjai (The Senses-Shattering Adventures of Captain Harvtastic)
6. Cserebere (Witch Switch)
7. Az év diákjai (Picture Perfect)
8. Múzeumlátogatás (Field Trippin')
9. ? (No Time to Be a Hero)
10. Extrém Harvey (Extreme Harvey)
11. A nagy fogyás (Shrink to Fit)
12. Látta valaki Quigley-t? (Has Anybody Seen My Uncle Quigley?)
13. Közönséges boszorkányok (Wag the Witch)
14. Csajos bajok (Witchy Girls)
15. ? (Paranormal Pi)
16. Bárhová, csak innen el! (Anywhere but here)
17. Senki nem tud úgy bulizni, mint a boszorkányok (Nothin' Says Lovin' Like Somethin' from a Coven)
18. Egyszer volt, hol is volt (Once Upon a Whine)
19. Big boszi (Documagicary)
20. Nagyszülők csapdában (The Grandparent Trap)
21. Elválaszthatatlan barátok (I Got Glue Babe)
22. A srác és a bringája (Boy meets bike)
23. ? (Upside Down Town)
24. A normalitás lényege (The Importance of Being Norma)
25. Lámpaláz (Stage Fright)
26. ? (Witchitis)
27. A tini mostoha (My Stepmother the Babe)
28. ? (Absence of Malissa)
29. ? (This Is Your Nine Lives)
30. ? (Planet of the Dogs)
31. ? (Hex-Change Students)
32. ? (Saturday Night Furor)
33. ? (Scare Apparent)
34. ? (The Hex Files)
35. ? (Stone Broke)
36. ? (Salem's Plot)
37. ? (Molar Molar)
38. ? (Harvzilla)
39. ? (When in Rome)
40. ? (Field of Screams)
41. ? (Driver Ed)
42. ? (What Becomes of the Broken Hearted?)
43. ? (Send in the Clones)
44. ? (Feats of Clay)
45. ? (Generation Zap)
46. ? (Board and Sorcery)
47. ? (Enchanted Vacation)
48. ? (Moldy Oldie)
49. ? (Xabrina, Warrior Witch)
50. ? (Straight Out Of Paris)
51. ? (Strange New World)
52. ? (Witchery Science Theatre)
53. ? (You've Got a Friend)
54. ? (Hexcalibur)
55. ? (Brina Baby)
56. ? (Witchwrecked")
57. ? (Fish Schtick)
58. ? (Witchmas Carole)
59. ? (Truth or Scare)
60. ? (Generation Hex)
61. ? (Working Witches)
62. ? (Wiccan of the Sea)
63. ? (Key to My Heart)
64. ? (La Femme Sabrina)
65. ? (The Bat Pack)